# Marbrada comuna
La marbrada comuna (Euchloe crameri) és una espècie de lepidòpter papilionoïdeu de la família dels pièrids (Pieridae) present als Països Catalans.

## Distribució
La seva àrea de distribució es troba principalment al sud d'Europa occidental, generalment a Portugal, Espanya, França i el nord d'Àfrica, però també s'ha vist fins a l'est d'Itàlia. És una espècie típicament mediterrània. A Espanya i Portugal es dona abundantment, excepte a les muntanyes de la cornisa cantàbrica i als Pirineus. És una espècie molt adaptable i de caràcter nòmada, per la qual cosa la trobem en tota mena d'hàbitats, fins i tot en llocs molt elevats. A Sierra Nevada (Andalusia) s'han observat fins i tot per sobre dels 2500 m d'altitud, encara que en aquestes poblacions només es dona una reproducció anual, i la seva densitat és escassa.

## Descripció
Fa 40-48 mm d'envergadura alar. Les ales anteriors i posteriors són de color blanc nacrat en el seu anvers, amb l'àpex negre, clapejat de blanc. El revers de les ales anteriors és molt similar, tot i que la taca de l'àpex és verdosa; en les posteriors predomina el color verdós amb taques blanques. La femella és més gran, amb un color més verdós, conseqüència de la superposició d'escates negres i grogues.
Es reprodueix dos cops l'any, amb la primera posta al febrer, i la segona entre abril i maig. La posta es realitza sobre els brots de diverses plantes, de forma individual, i l'eruga tot just s'alimenta de les fulles, passant a la fase de crisàlide molt ràpidament. No totes les crisàlides evolucionen a individus adults, ja que part de les mateixes hivernen, romanent en aquest estat, a vegades, fins a diversos anys; per això, la segona generació sempre és parcial. Les larves s'alimenten d'espècies de brassicàcies.
Els adults volen de febrer a agost, depenent de la ubicació.

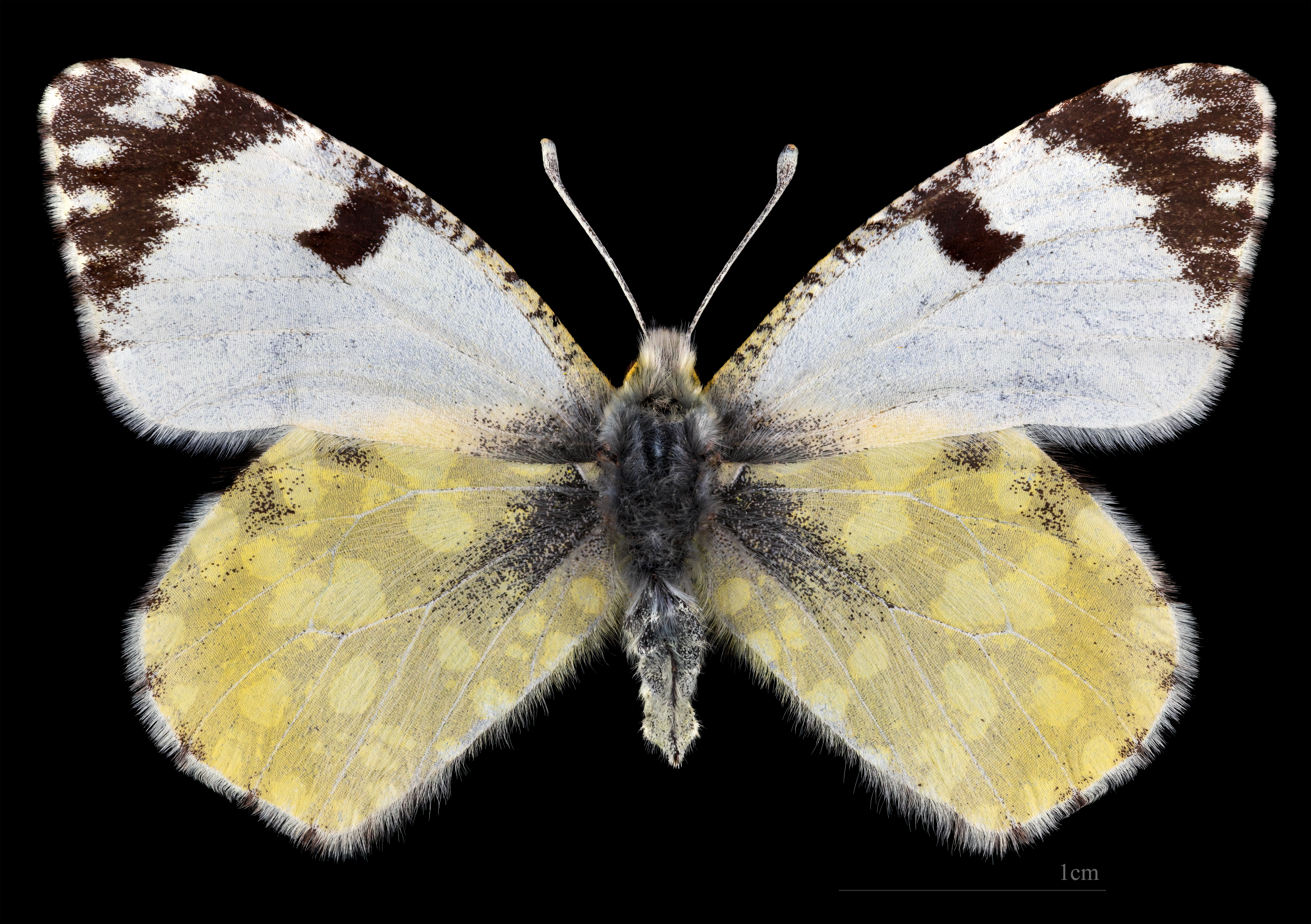
Euchloe crameri ♀
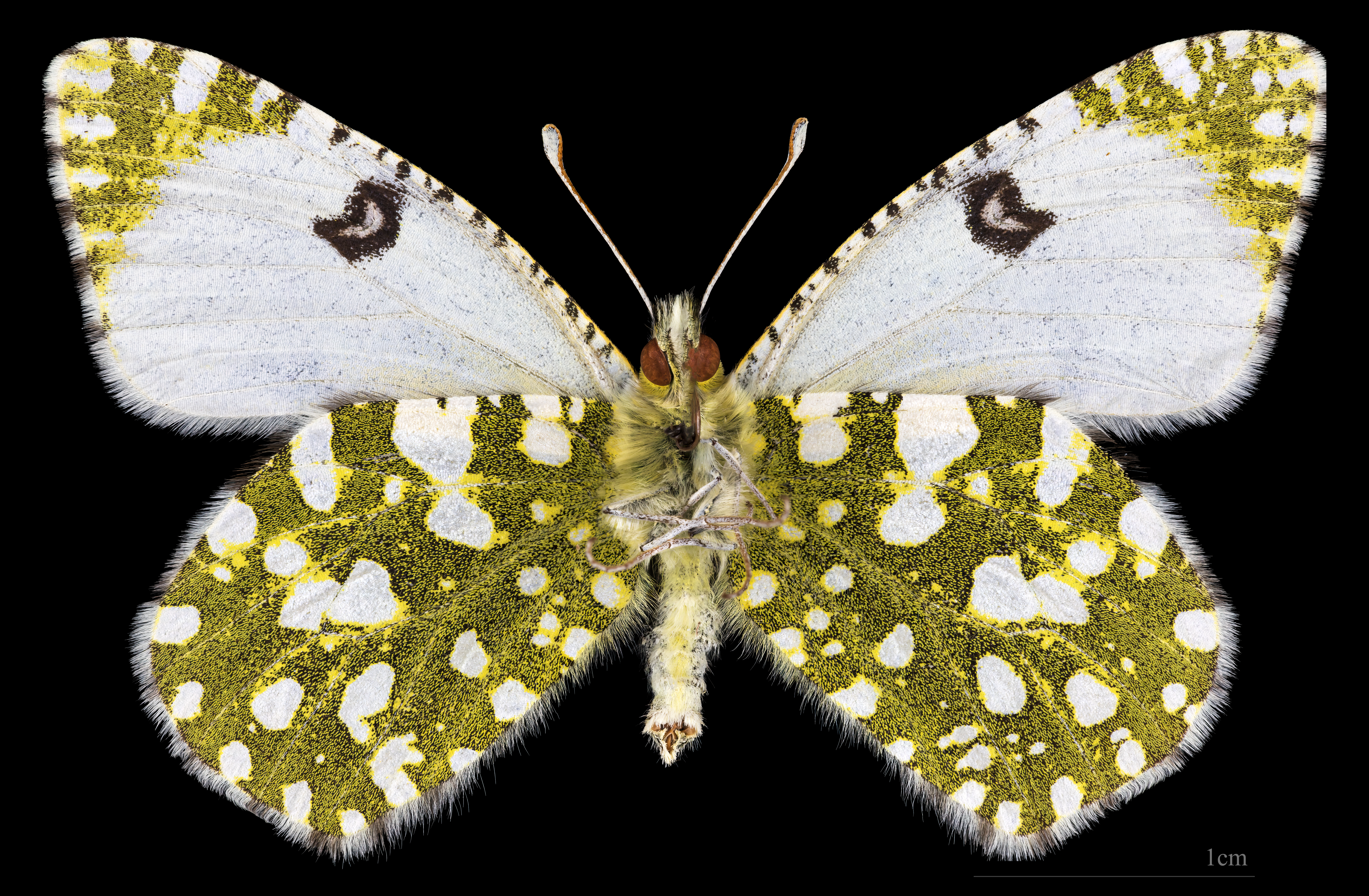
Euchloe crameri ♀ △

## Subespècies
Euchloe crameri mauretanica (Röber 1907)

## Galeria

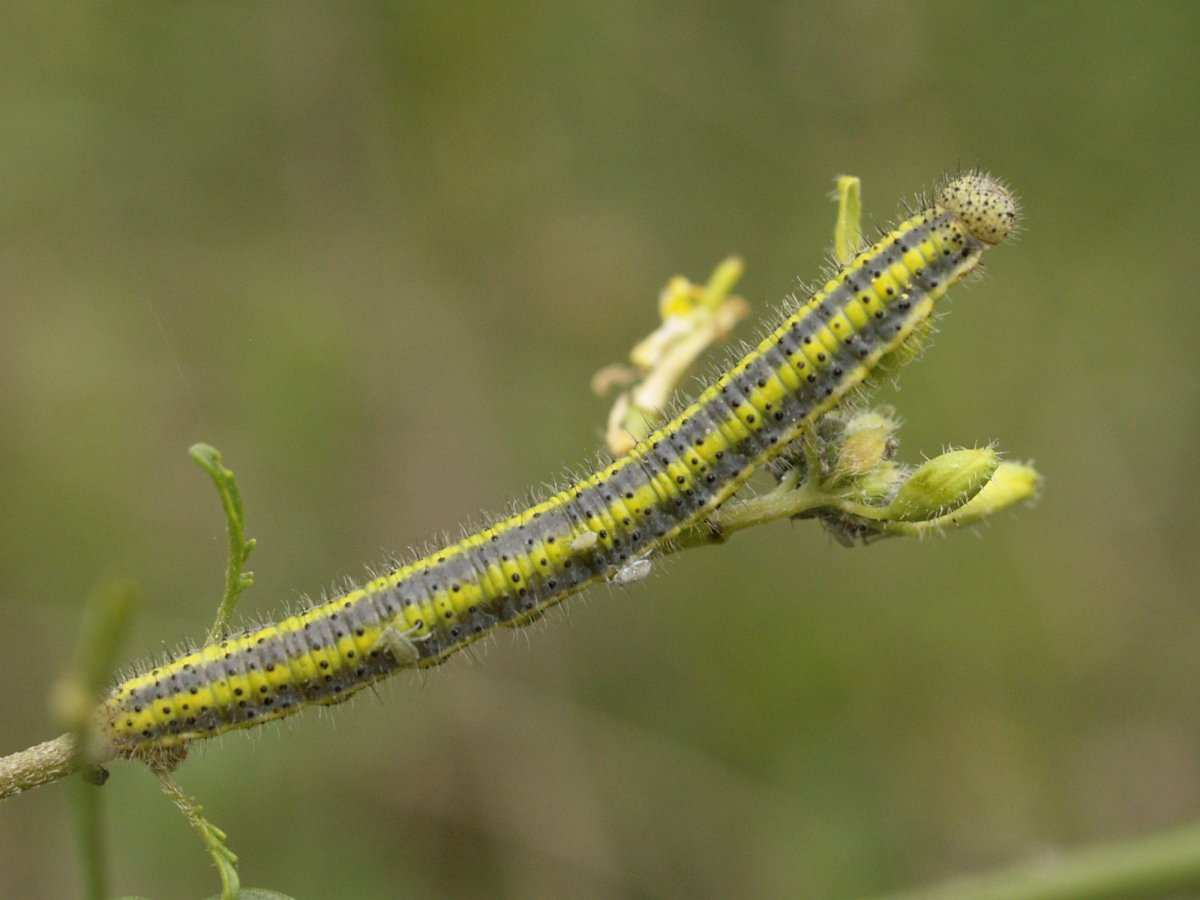
Larva d'Euchloe crameri
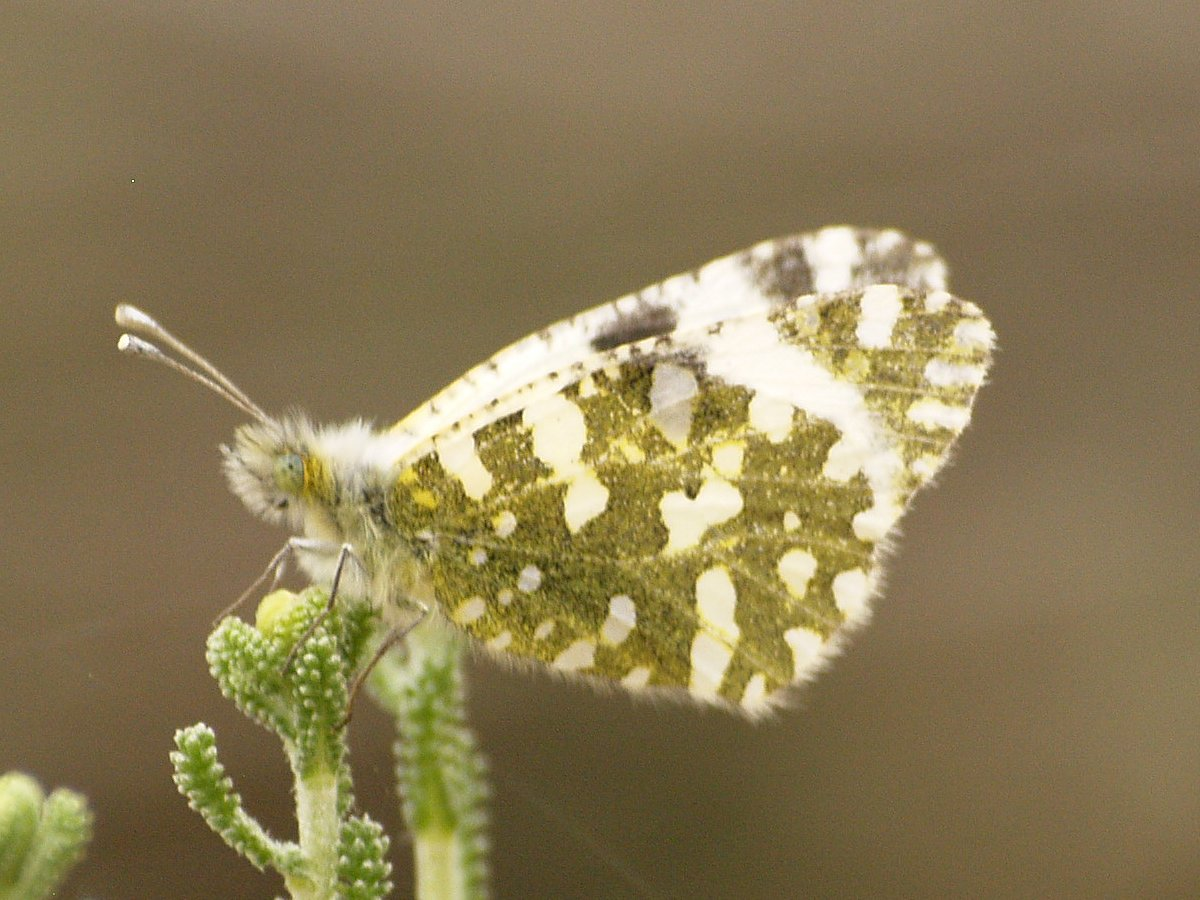
Femella d'Euchloe crameri
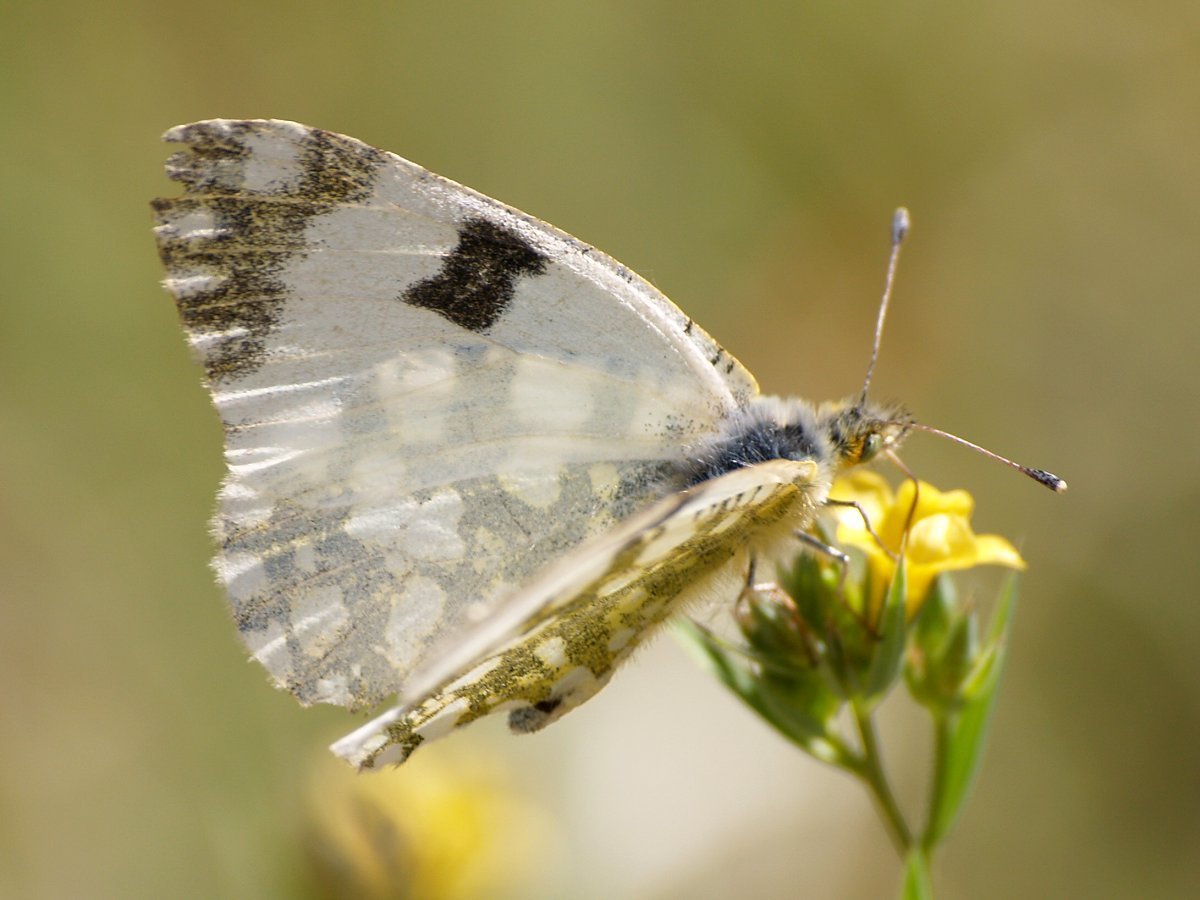
Euchloe crameri
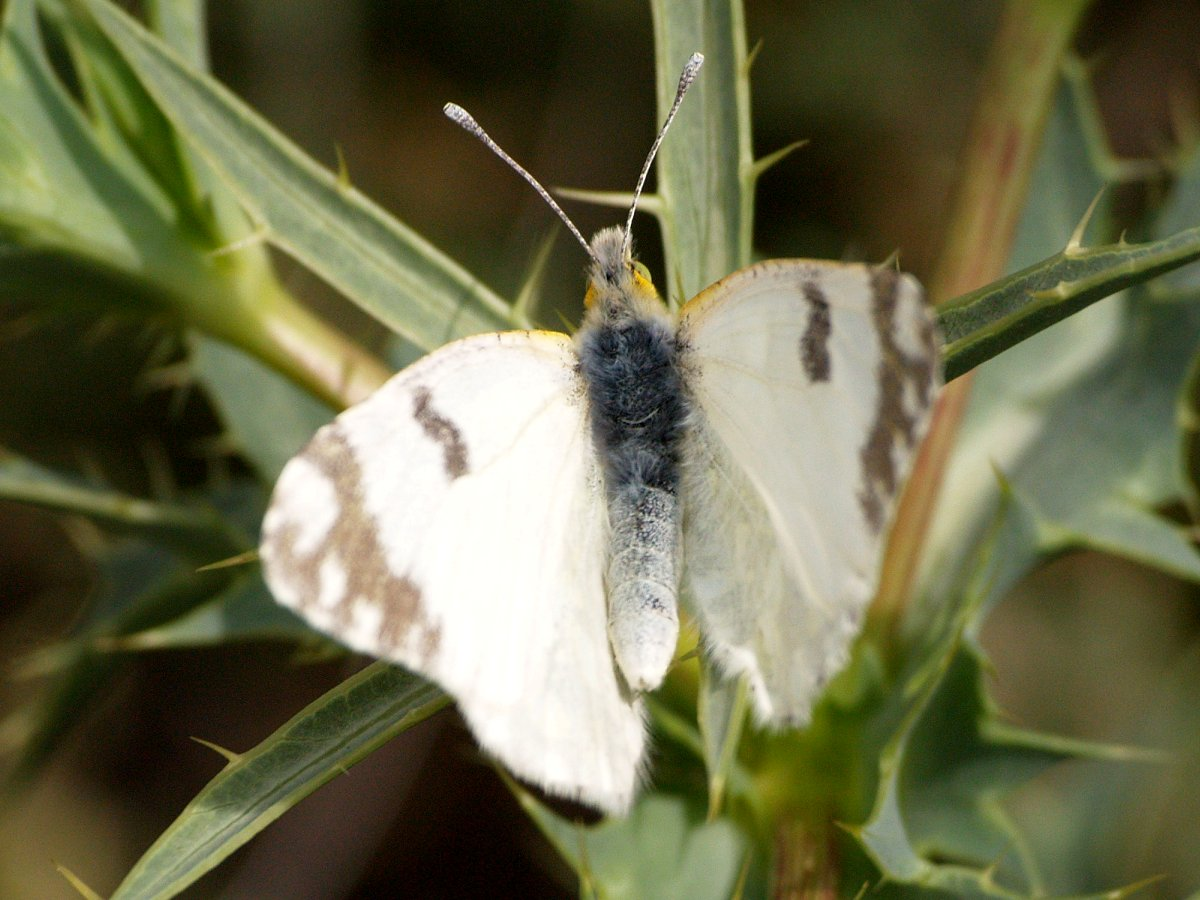
Euchloe crameri
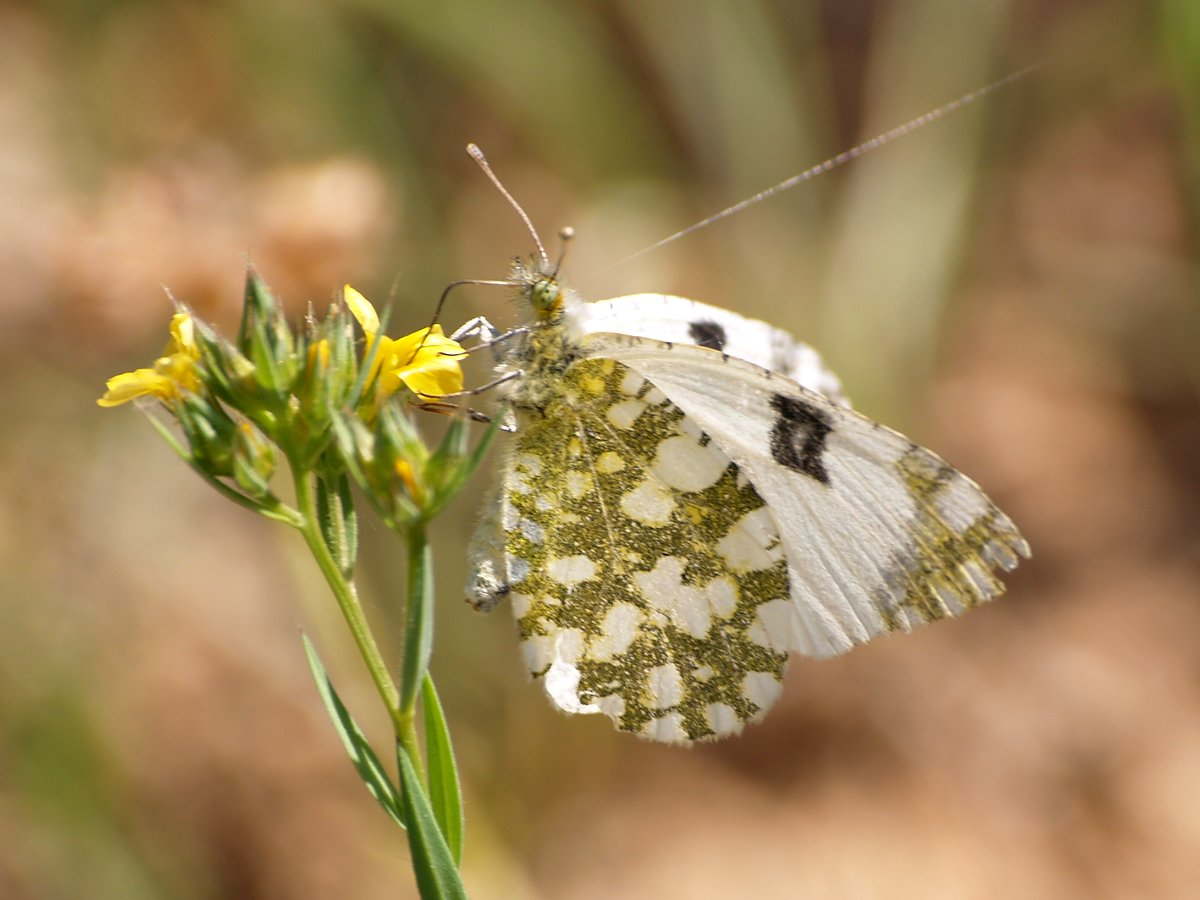
Euchloe crameri